# Asociación Nacional de Jugadoras de Fútbol Femenino
La Asociación Nacional de Jugadoras de Fútbol Femenino (ANJUFF) es la Asociación de mujeres futbolistas chilenas que busca regularizar y mejorar las condiciones en las que se desarrolla esta disciplina en el país. Se constituyó el 25 de julio de 2016.

## Historia

### Creación de ANJUFF
En 2016 un grupo de jugadoras y exjugadoras decidieron fundar la Asociación Nacional de Jugadoras de Fútbol Femenino. La creación de la organización respondía al hecho de poder regularizar y mejorar las condiciones del fútbol jugado por mujeres en Chile. El 25 de julio de 2016 se reunieron jugadoras y exjugadoras para firmar ante un ministro de fe de la Municipalidad de Peñalolén, la constitución de la Asociación Nacional de Jugadoras de Fútbol Femenino.
En la instancia se conformó un directorio provisorio compuesto por Iona Rothfeld, Christiane Endler, Fernanda Pinilla, Javiera Moreno, Romina Parraguirre y Camila García.
Desde su creación han logrado avances para el bienestar de las futbolistas chilenas, como la obtención de un seguro médico,y con un trabajo en conjunto con parlamentarios, se logró la promulgación de la Ley de Profesionalización del Fútbol Femenino.

### Primera Asamblea de Jugadoras
En mayo del 2017 se efectuó la primera Asamblea Nacional de Jugadoras de Fútbol Femenino en dependencias del SIFUP. La reunión contó con la presencia de 10 futbolistas de distintas regiones y se acordaron los pasos a seguir para continuar con el desarrollo de la actividad.
En la cita estuvieron presentes las representantes de los siguientes clubes: San Marcos de Arica, Deportes Iquique, Deportes Tocopilla, Deportes Copiapó, Deportes La Serena, Naval de Talcahuano, Universidad de Concepción, Deportes Temuco, Deportes Puerto Montt, Cobresal (VI Región), Audax Italiano, Santiago Morning, Universidad de Chile y Universidad Católica.
Además, las jugadoras presentes votaron y ratificaron al directorio por cuatro años, compuesto por Fernanda Pinilla (presidenta), Camila García (vicepresidenta), Javiera Moreno (secretaria), Tess Strellnauer (tesorera) e Iona Rothfeld (directora).

### Sucesivos directorios
Con una alta votación para la Asociación, el 30 de mayo de 2022 se realizó el cambio de mando del directorio para el periodo 2022-2027,quedando conformado por Iona Rothfeld (presidenta), Javiera Moreno (vicepresidenta), Paloma Bermúdez (secretaria), Catalina Quezada (tesorera) y Camila García (directora).

## Radiografía del Fútbol Femenino en Chile
Luego de la firma de un convenio con el Observatorio de Gestión de Personas de la Facultad de Economía y Negocios (FEN) de la Universidad de Chile en 2019, en 2021 se lanza la Radiografía del Fútbol Femenino en Chile, primer estudio de su categoría en el país que tuvo como objetivo analizar las barreras sociales, culturales e institucionales que enfrentan las jugadoras durante el desarrollo de sus carreras.
Entre los datos que destacan están los múltiples roles que deben cumplir las jugadoras para poder practicar el fútbol. Mientras que solo el 10 % de ellas se dedica de manera exclusiva a este deporte, el 43,3 % juega y estudia, el 27,9 % juega fútbol y trabaja en otra ocupación, y el 18,5 % juega fútbol, estudia y trabaja en otra ocupación. El estudio también resalta que si bien a las jugadoras se les exige asistir a entrenamiento, cumplir con horarios, peso y porcentaje de grasa, el 83 % no recibe remuneración, el 8,5 % recibe entre 100 y 499 000 pesos chilenos y el 5,6 % recibe menos de 100 000 pesos chilenos.

## Promulgación Ley de Profesionalización del Fútbol Femenino
El 1 de abril, en una ceremonia encabezada por el presidente Gabriel Boric, se promulgó la ley que exige la celebración de un contrato entre las sociedades deportivas profesionales y las jugadoras que sean parte del Campeonato Nacional Femenino de Fútbol.
El proyecto, que fue aprobado con un amplio respaldo tanto de la Cámara de diputadas y diputados como del Senado, significó el fin de un proceso de incidencia política por parte de la Asociación que comenzó en 2019. En palabras de la diputada Erika Olivera:

“Este es un gran avance, un gran paso y un gran reconocimiento para todas las mujeres que sueñan con transformarse en grandes jugadoras para nuestro país. Este es un gran paso para Anjuff (Asamblea Nacional de Jugadoras de Fútbol Femenino) que ha luchado por años para dignificar el fútbol femenino”.

Fueron numerosas las veces que la Asociación asistió a la Comisión de Deporte de la Cámara y a la Comisión de Educación del Senado para abogar por este proyecto y trabajó codo a codo con las diputadas Erika Olivera y Marisela Santibañez para empujar esta iniciativa.